# Sorø
Sorø es una pequeña ciudad de Dinamarca en el suroeste de la isla de Selandia. Desde 2007 es la capital de la región de Selandia, una de las cinco regiones en que se divide el país. Cuenta con 7.764 habitantes en 2012.
La ciudad, ubicada en el interior de Selandia a unos 20 km del mar, está rodeada por bosques, lagos y terrenos agrícolas. La historia de Sorø ha estado ligada a su antiguo monasterio medieval —en su momento el más opulento de Dinamarca—, y desde el siglo XVI a la prestigiosa Academia de Sorø.

## Historia
Se cree que el nombre de Sorø originalmente hacía referencia únicamente al actual lago de Sorø. Posiblemente el nombre proviene del danés antiguo sor, con significado de "ácido".
Sorø surgió en 1142, cuando el caudillo local Asser Rig Hvide fundó un monasterio de monjes benedictinos. Los benedictinos no tuvieron el éxito esperado y el hijo de Asser, el obispo Absalón, cedió las tierras a la Orden del Císter. Con los cistercienses, el monasterio de Sorø se desarrolló a tal grado que sus tierras llegaron a ser las más grandes y ricas de entre los monasterios de los países nórdicos. El monasterio, que además contaba con un seminario para la formación de sacerdotes, contó con el patrocinio real, y varios reyes daneses lo visitaron, lo que le aportó gran renombre. En la iglesia del monasterio permanecen los restos del obispo Absalón, así como de los reyes Cristóbal II, Valdemar IV y Olaf II. La reina Margarita I también había sido sepultada en la iglesia, pero sus restos fueron traslados posteriormente a la catedral de Roskilde.
Con la llegada de la reforma protestante y la consecuente confiscación de los bienes de la Iglesia católica, se permitió que el monasterio sirviese de asilo a monjes viejos y enfermos. Con la muerte del último monje de Sorø, el rey Federico II fundó en el lugar una escuela para la nobleza y la burguesía, que se convertiría en la actual Academia de Sorø. En la década de 1620, Cristián IV instituyó una escuela de caballería en la que estudiarían sus hijos, y en 1638 otorgó a Sorø los privilegios de ciudad comercial (købstad). Se estableció así una comunidad de artesanos, pero el comercio no prosperó demasiado. Desde 1748 hasta 1970 Sorø fue la capital de la provincia homónima.
A inicios del siglo XX mejoraron los caminos que llevaban a la ciudad. En la década de 1840 había algunas industrias, entre ellas fundidoras de hierro y fábricas de maquinaria, y en 1856 se inauguró la comunicación por tren con Copenhague y Korsør. Alrededor de la estación creció el suburbio de Frederiksberg, que se juntaría con Sorø a mediados del siglo XX. La Academia de Sorø continuó siendo el principal distintivo de la ciudad, pero a finales del siglo XIX se crearon nuevas escuelas e instituciones educativas.
La ciudad duplicó su población en la primera década del siglo XX, al pasar de ca. 2.000 a 4.000 habitantes. Durante la primera mitad del siglo XX hubo un crecimiento en la industria, si bien la ciudad se mantuvo a la zaga de ciudades vecinas como Roskilde o Slagelse. La población continuó incrementándose hasta los años 1950, cuando se estancó; volvió a crecer en los años 1960, para caer en la década de 1970. Este último decrecimiento posiblemente se explique por la tendencia de la población danesa a mudarse a los suburbios de las áreas metropolitanas durante esa época. Desde finales del siglo XX, al igual que la mayoría de las ciudades danesas, Sorø está pasando de ser una ciudad industrial a darle más peso al sector servicios.
En 2007, con la puesta en práctica de una reforma territorial en el país, el municipio de Sorø se agrandó. Al mismo tiempo, se creó la región administrativa de Selandia, con Sorø como capital.